# Mosaïques des athlètes des thermes de Caracalla

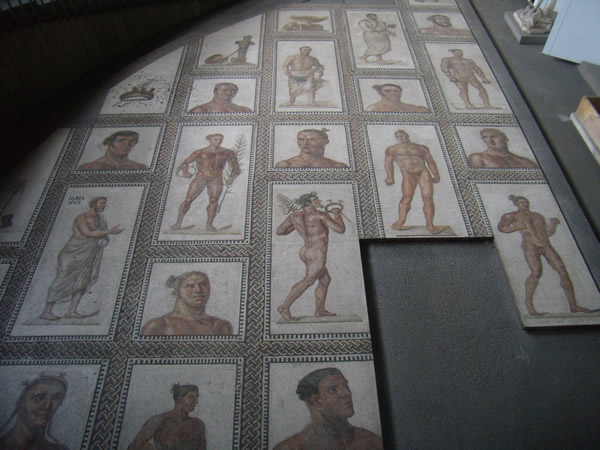
Une des mosaïques des athlètes

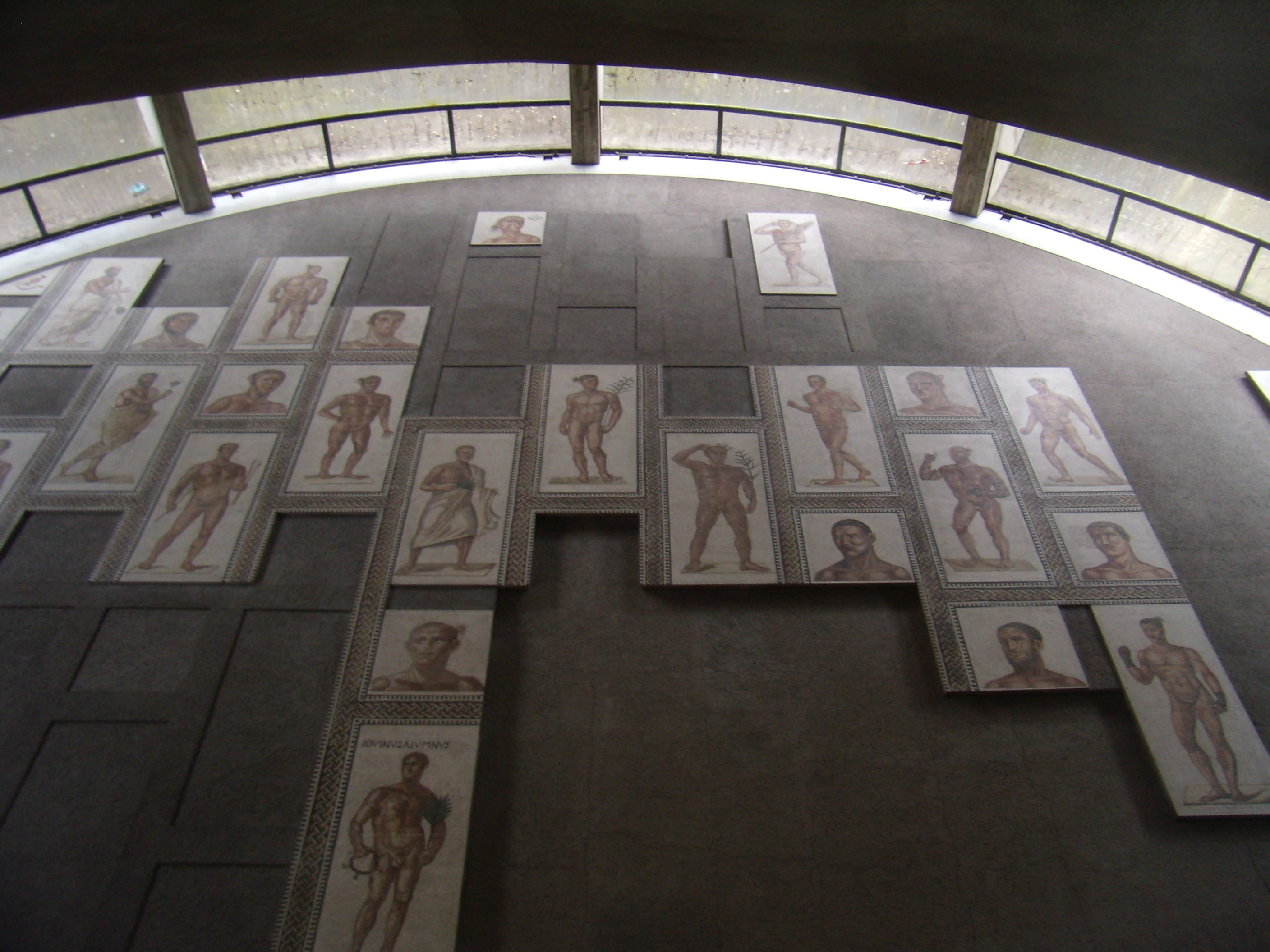
La deuxième mosaïque des athlètes

Les deux mosaïques des athlètes des thermes de Caracalla sont conservées dans le musée Pio Cristiano faisant partie des musées du Vatican. Les mosaïques ont été redécouvertes en 1824 lors des fouilles du comte Egidio Di Velo dans les absides de la Palestre des thermes de Caracalla. En 1838, elles ont été transférées au musée du Latran. En 1963, elles ont à nouveau déménagé dans les musées du Vatican, où elles se trouvent toujours.  

## Description
Les deux bases forment respectivement des demi-cercles avec un diamètre d'environ 24 mètres et montrent dans divers domaines des athlètes grandeur nature, mais aussi des bustes, des arbitres et des équipements ainsi que des trophées. Les athlètes se distinguent clairement par certains attributs. Il y a des boxeurs, des lanceurs de disque, des lanceurs de javelot et des lutteurs. Les gagnants d'un concours sont présentés avec une branche de palmier. Les arbitres, en revanche, portent une longue robe, une barbe et un palmier à la main.  Les personnages sont réalistes et parfois même décrits comme brutaux dans la littérature.  
La datation des mosaïques est controversée et varie entre le règne de Caracalla (211 à 217 apr. J.-C.), sous le règne duquel les Thermes ont été construits, et le IVe siècle. Cependant, il n'y a aucune raison valable de supposer que les mosaïques ont été postérieures aux Thermes. 
Si la datation sous Caracalla est correcte, les mosaïques ont une signification historique. Les mosaïques n'essayent plus de copier des peintures, comme c'était le cas dans les mosaïques figuratives du deuxième siècle, mais sont plus schématiques et plus vastes et donc plus adaptées à leur support.

## Littérature
- Katherine MD Dunbabin, Mosaïques du monde grec et romain, Cambridge University Press, Cambridge 2001,  (ISBN 0-521-00230-3), p. 68.
- Marina Piranomonte, Les Thermes de Caracalla,  Electa, Milan 2008,  (ISBN 978-88-370-6303-0), p. 53-56.